# Antonín Švehla
Antonín Švehla (15. dubna 1873 Hostivař – 12. prosince 1933 Praha) byl československý politik, předseda tří československých vlád, předseda agrární strany a hostivařský statkář.

## Život
Narodil se ve vsi Hostivař (dnes součást hlavního města Prahy) v selské rodině. Vyučil se pekařem. V roce 1900 převzal po smrti svého otce rodinné hospodářství. Politicky se začal angažovat v devadesátých letech 19. století. Od roku 1902 byl místopředsedou Sdružení českých zemědělců a v roce 1906 spoluzakládal časopis Venkov. V letech 1908 až 1913 působil jako poslanec českého zemského sněmu. Od roku 1909 byl v Agrární straně předsedou výkonného výboru. Za 1. světové války byl jedním z vůdčích představitelů domácího odboje. Účastnil se činnosti Českého svazu, od roku 1917 byl v popředí Maffie a od července 1918 stál v čele Národního výboru.
Dne 28. října 1918 se podílel na vyhlášení samostatného státu a stal se tak jedním z pěti mužů 28. října. Od roku 1918 byl poslancem Národního shromáždění, v letech 1918 až 1920 byl ministrem vnitra a výrazně se podílel na vzniku a podobě československé ústavy schválené roku 1920. V roce 1919 se stal předsedou Agrární strany a snažil se, aby její politika byla přijatelnou jak pro velkostatkáře, tak pro drobné zemědělce. Švehla se také podílel na vytvoření a následném fungování tzv. Pětky, mimoústavního orgánu koordinujícího činnost hlavních českých tzv. státotvorných politických stran. Od roku 1922 byl předsedou celkem tří československých vlád, a to v obdobích 7. října 1922 – 9. prosince 1925 (1. Švehlova vláda), 9. prosince 1925 – 18. března 1926 (2. Švehlova vláda) a 12. října 1926 – 1. února 1929 (tzv. Panská koalice). Po jmenování první vlády se s prezidentem setkával dvakrát týdně; v dalších letech, na Masarykovo přání, vždy o nedělích a pobyty prezidenta v Hostivaři trvaly zpravidla několik hodin. Roku 1927 odmítl kandidovat na funkci prezidenta a podpořil kandidaturu Tomáše Garrigue Masaryka. V roce 1929 se z důvodu svého zdravotního stavu, s nímž měl dlouhodobé komplikace, stáhl z aktivního politického života. Přesto však nadále zůstal předsedou Agrární strany až do své smrti v roce 1933. Poté byla předsednická funkce obnovena až v roce 1935, kdy byl do čela republikánů postaven Rudolf Beran. Ve své poslední vůli odmítl státní pohřeb, a byl proto pochován tradičním selským pohřbem prostého sedláka. Pohřben je na hostivařském hřbitově.
Švehla byl znám jako schopný politik a mistr kompromisu. Na rozdíl od většiny významných politiků své doby neměl akademické vzdělání, své znalosti získal samostudiem a vynikal v řešení praktických politických otázek. Podle vzpomínek Josefa Charváta se po jeho smrti našly v jeho psacím stole peníze za celou dobu jeho úřadování ve funkci předsedy vlády, neboť Švehla, kterého peníze nikdy nezajímaly (živil ho statek, obhospodařovaný jeho manželkou a dcerou), vždy strčil výplatu do šuplíku a hned nato na ni zapomněl.
Byl ženat s Bohumilou (1876–1964), roz. Čečelskou.

## Připomínky a ocenění
První pomník Antonínu Švehlovi v Československé republice byl odhalen 14. července 1929 v Dlouhé Loučce u Uničova na Olomoucku. Na kopci Panák nedaleko Ždánic u Kouřimi je monumentální památník, který byl v roce 1936 vybudován jakožto památník Antonína Švehly. Krátce po obsazení republiky německými fašisty však Švehlova bronzová socha zmizela a po roce 1945 byl památník několikrát přejmenován až na nynější název Památník obětem nacismu a padlým bojovníkům za svobodu 1938 – 1945.
Zahrada dijonského kampusu francouzské vysoké školy Sciences Po nese od roku 2005 název „Zahrada agrárníků Antonína Švehly (1873-1933)“.
K příležitosti 100 let od založení Československé republiky mu byl dne 28. října 2018 propůjčen Řád bílého lva in memoriam.
- V jeho rodišti v Praze-Hostivaři jsou umístěny dvě plastiky: busta na křižovatce Švehlovy a Pražské ulice a lavička v Kozinově ulici u lávky přes Botič.[7]

- Pamětní deska a pomník Antonína Švehly v Havlíčkově Brodě[8]
- Pomník Antonína Švehly v Dragounské ulici v Klatovech[9]
- Pomník Antonína Švehly v Ohrobci[10]

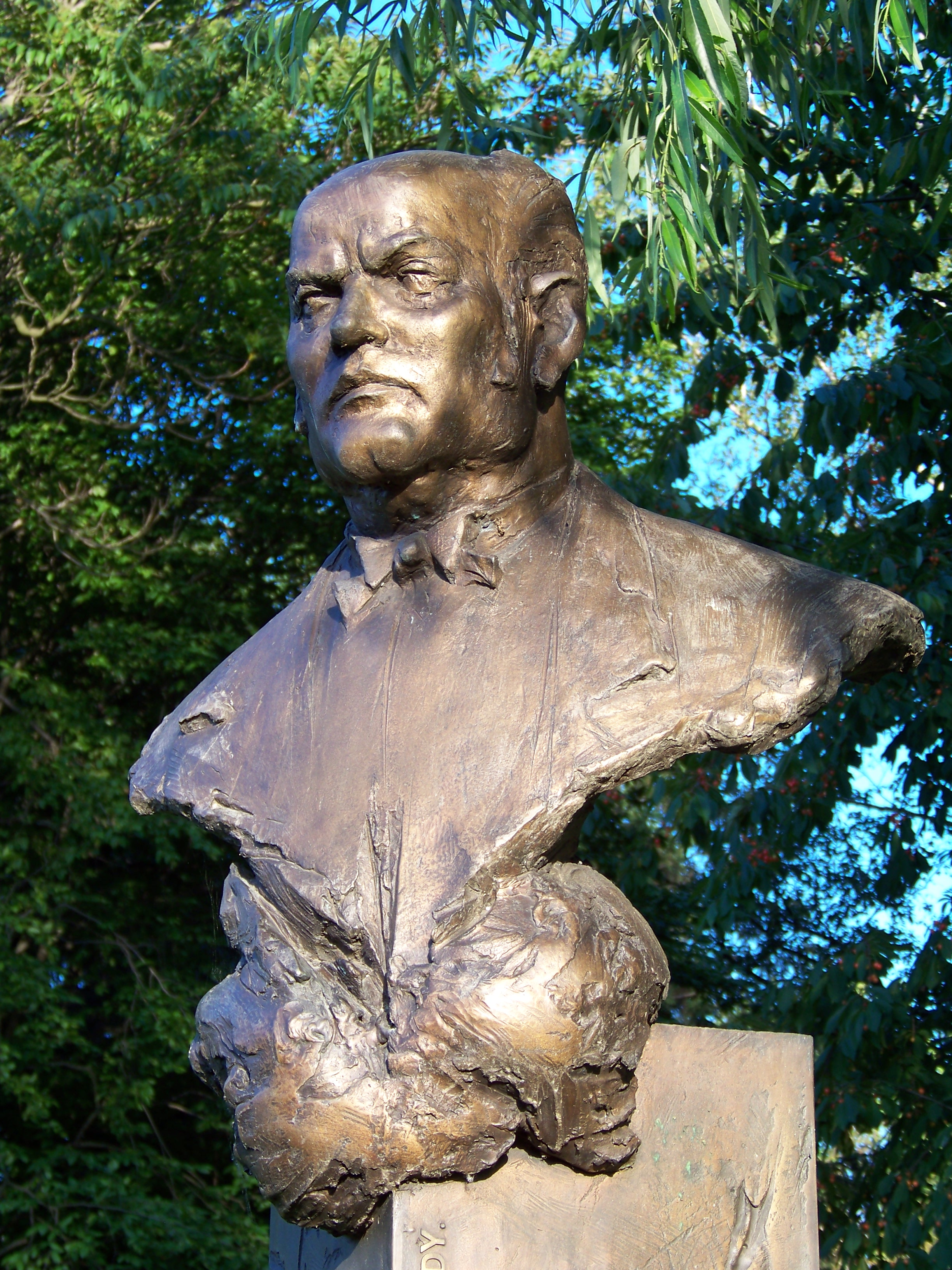
Pomník Antonína Švehly v Praze
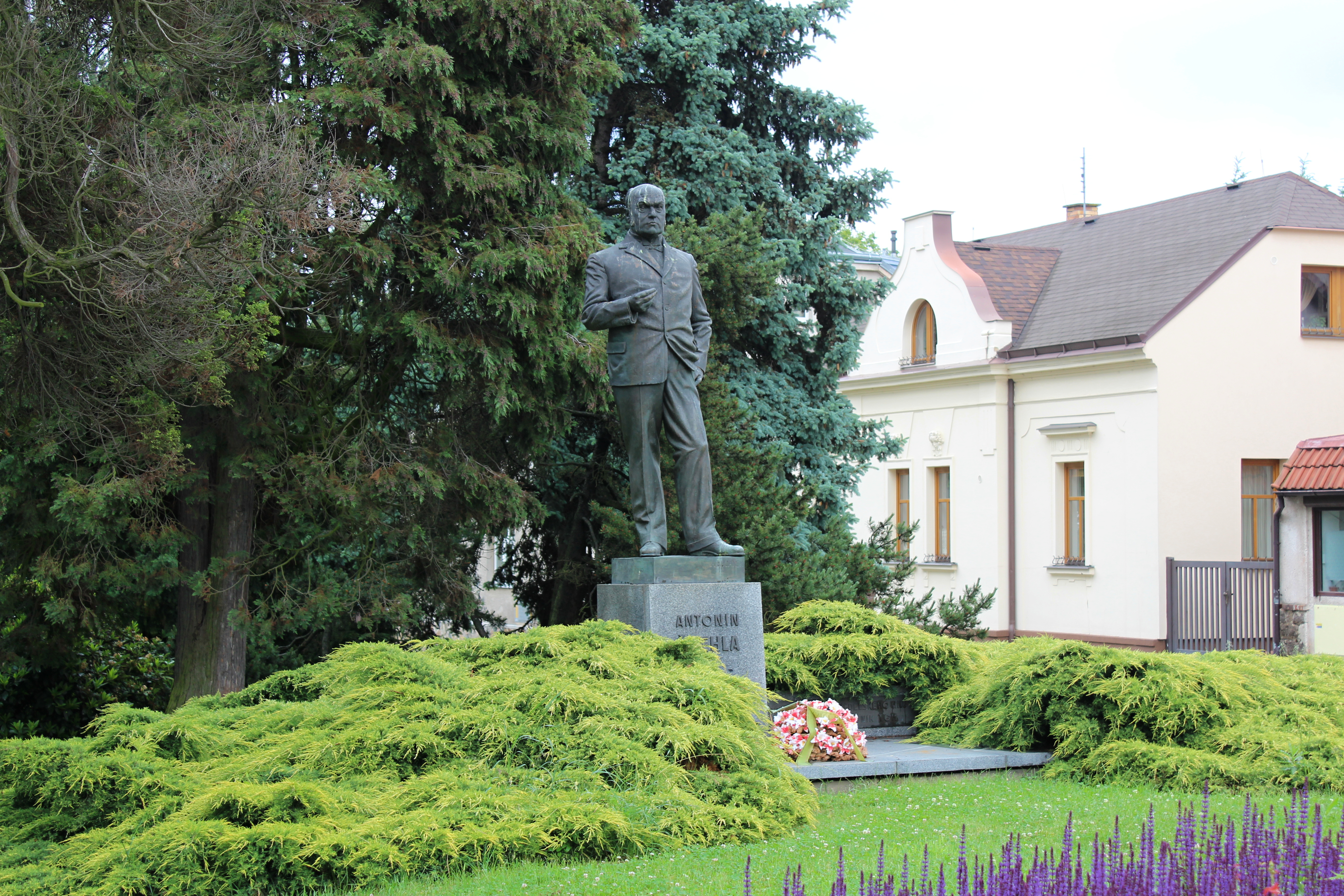
Pomník Antonína Švehly v Říčanech
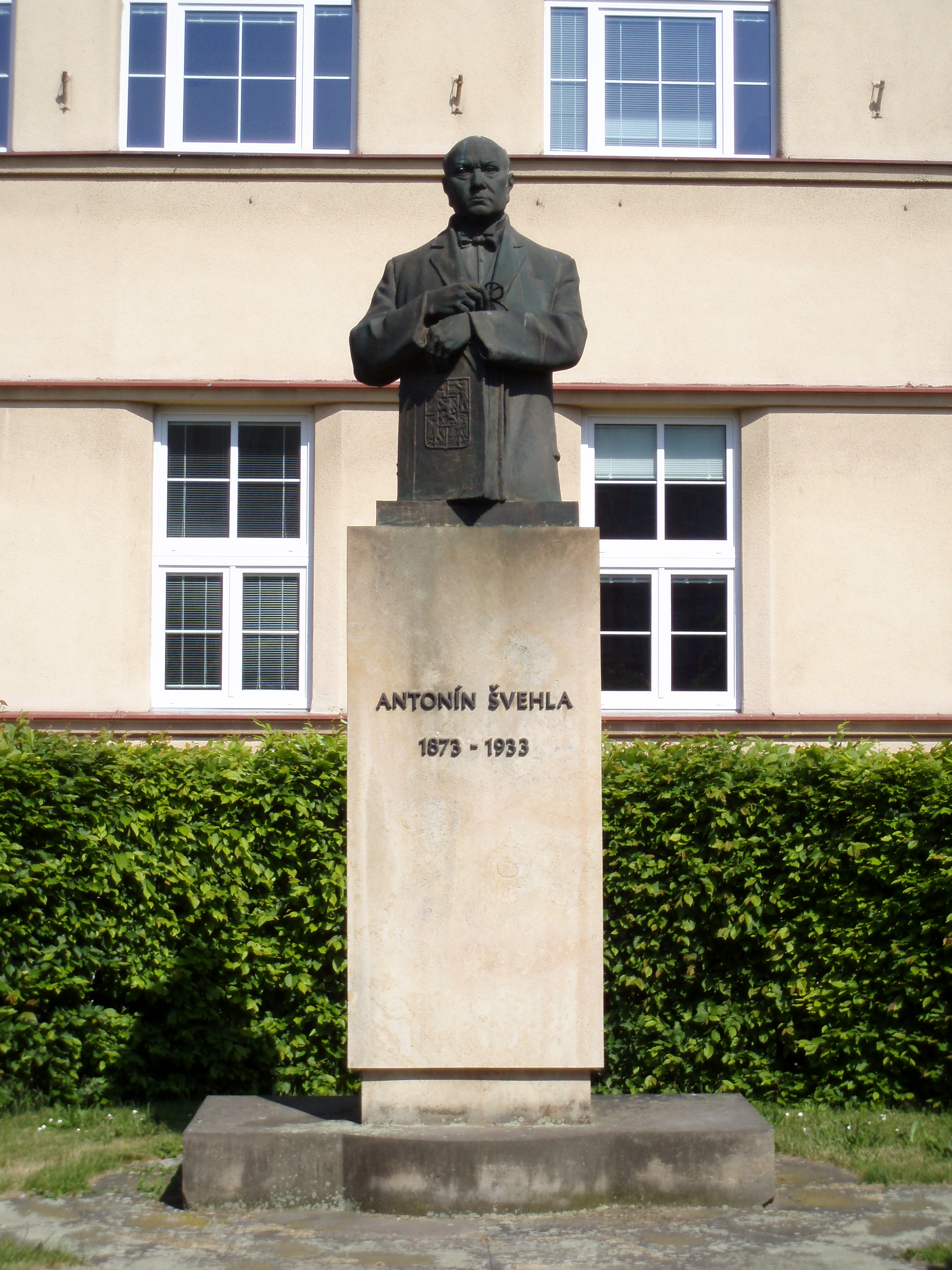
Pomník Antonína Švehly v Kuklenách
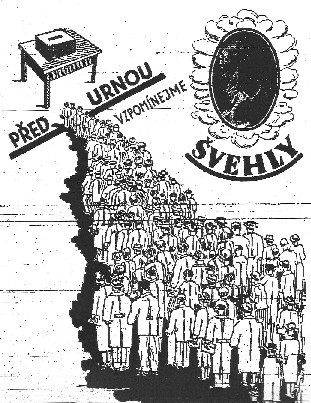
Před urnou vzpomínáme
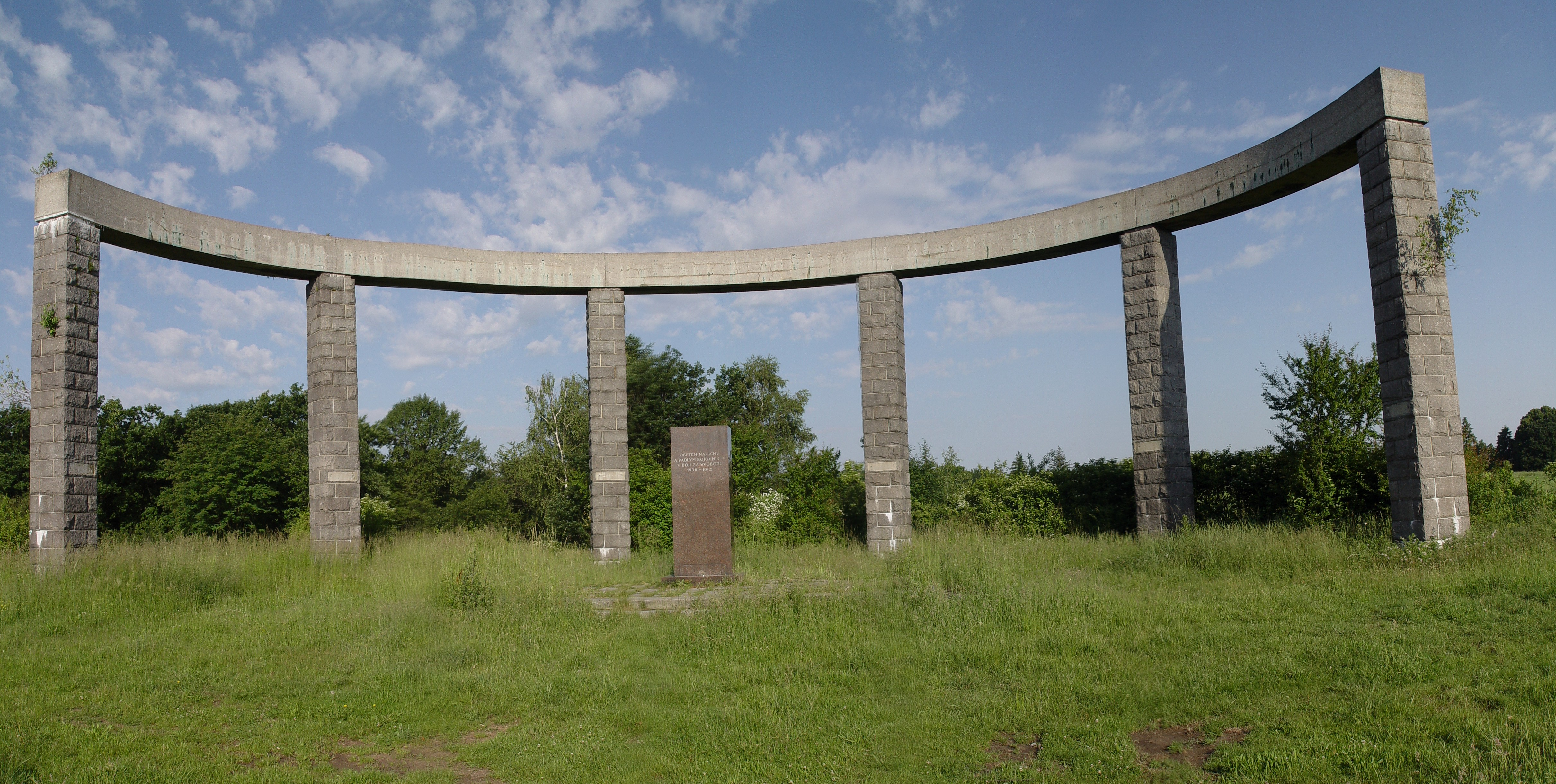
Památník původně věnovaný Antonínu Švehlovi (Ždánice u Kouřimi).
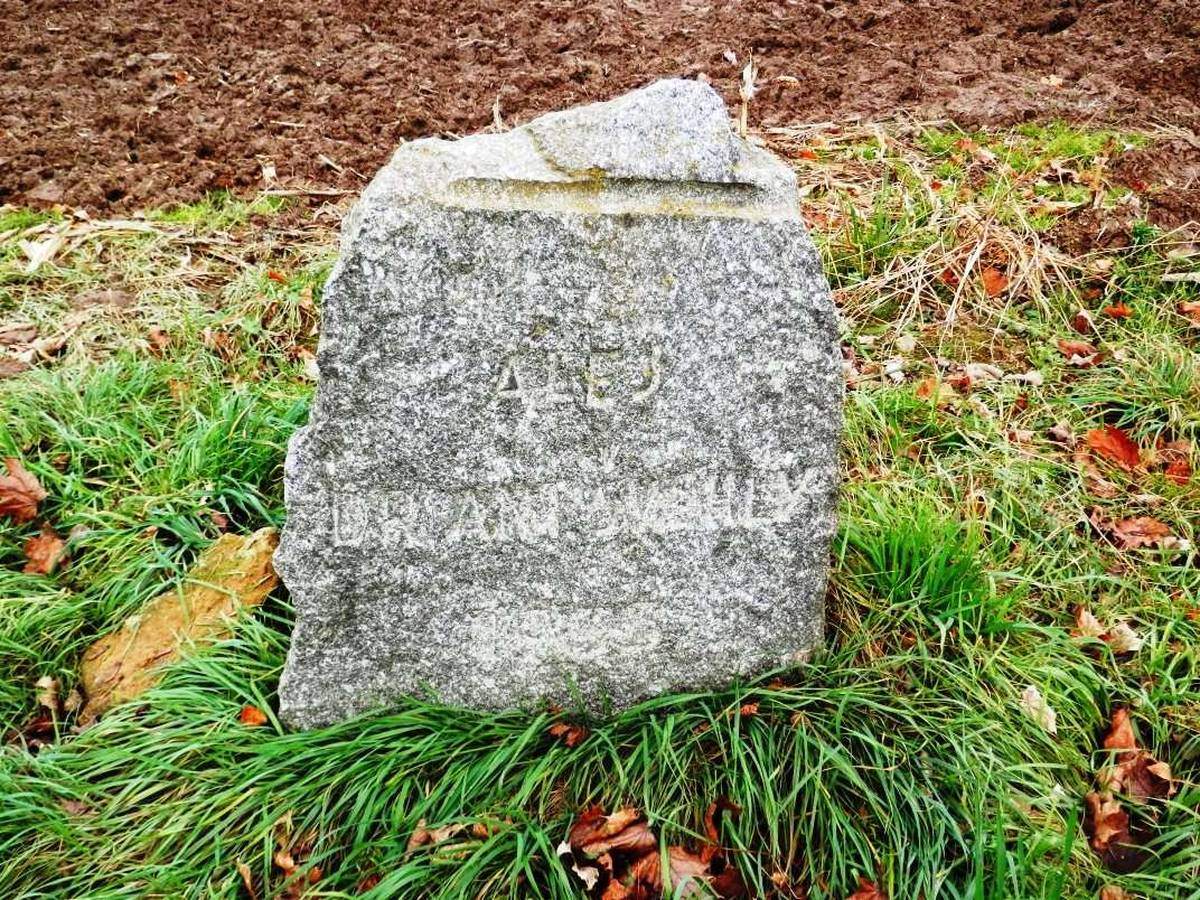
Pomník Antonína Švehly v Ohrobci

#### Biografická díla
Výkonný výbor republikánské strany v exilu, již roku 1989 vydal v New Yorku knihu Vladimíra Dostála Antonín Švehla (vydalo též Státní zemědělské nakladatelství Praha 1990), následovaly knihy Antonín Švehla. Stati a projevy z let 1919–1928 (Knihovna nadace Antonína Švehly, Praha, b. d.), stručná studie Josefa Hanzala Antonín Švehla. K 120. výročí narození a 60. výročí úmrtí (Panorama, Praha 1993), Hovory s Antonínem Švehlou (a o něm) (Votobia, Praha 2001) a pohled zpoza oceánu Daniela E. Millera Antonín Švehla – mistr politických kompromisů (Argo, Praha 2001). Za připomenutí stojí i časopisecká studie Pavla Kosatíka Budovatel státu Antonín Švehla (1873–1933) (Týden, 2004, č. 25) a monografie, které o Švehlovi pojednávají a přinášejí nové pohledy: Vladimír V. Dostál Agrární strana. Její rozmach a zánik (Atlantis, Brno 1998), David Hanák České konzervativní myšlení (1789–1989) (ARX, Brno 2007), Marie Zdeňková Antonín Švehla a Hostivař (Milpo, Praha 2008) a Eva Broklová, Josef Tomeš, Michal Pehr Agrárníci, národní demokraté a lidovci ve druhém poločase první Československé republiky (Masarykův ústav, Praha 2008). Evě Broklové vyšla v roce 2017 kniha Antonín Švehla. Tvůrce politického systému (Academia, Praha 2017, ISBN 978-80-200-2711-5). Marie Zdeňková s Lukášem Berným publikovali encyklopedii Švehlových pomníků v roce 2018 pod titulem Ze srdce a kamene.